# Port lotniczy Janakpur
Port lotniczy Janakpur – port lotniczy położony w Janakpurze w Nepalu.